# ミハイル・ロシチン
ミハイル・ミハイロヴィッチ・ロシチン（ロシア語:Михаи́л Миха́йлович Ро́щин、ラテン文字表記:Mikhail Mikhailovich Roshchin、1933年2月10日 - 2010年10月1日）は、ロシアカザン出身の小説家、劇作家。本名はジーベルマン（Гибельма́н）。

## 生涯
1933年2月10日、ソ連のカザンに、父ミハイル・ナウモヴィッチ・ジーベルマン、母クラウディアの元に生まれる。幼少期はセヴァストポリで過ごしたが、第二次世界大戦時にはモスクワに引っ越した。
学校に行った後、鉱山で働くと同時に夜間にレーニン教育学研究所で授業を受けた。1952年、モスクワの日刊紙。『モスコフスキー・コムソモーレツ』で処女作を発表。
1957年より雑誌『Знамя』に務め、カムイシンのヴォルガ川付近の取材を行った。
1960年頃から戯曲を書き始めたが、当時の検閲により当時では評価されなかった。
ソルジェニーツィン事件やチェコ事件の際には反体制的立場を取り、演劇や小説、脚本など多岐に渡って作品を手がけた。
2010年10月1日、モスクワで心臓発作のため亡くなる。

## 作品
邦題は参考文献に記載があるものとした。

### 演劇
- 1963年執筆、2000年発表『Седьмой подвиг Геракла』
- 1965年執筆、2000年発表『Дружина』
- 1968年『冬の虹（Радуга зимой）』 - 児童劇。
- 1971年『ワレンティンとワレンティナ（Валентин и Валентина）』
- 『旧正月（Старый Новый год）』
- 『Спешите делать добро』
- 『Эшелон』
- 『Ремонт』
- 『Муж и жена снимут комнату』
- 『Перламутровая Зинаида』

### 小説
- 1956年、『В маленьком городе』
- 1961年、『Что ты делаешь вечером』
- 1968年、『朝から夜まで（С утра до ночи）』
- 1971年、『天国の24日（24 дня в раю）』
- 1978年、『Река』
- 1977年 - 1979年、『Галоши счастья』
- 1987年、『Полоса』
- 1987年、『Чёртово колесо в Кобулети』
- 1988年、『На сером в яблоках коне』
- 『Рассказы с дороги』
- 『Моя самая платоническая любовь』
- 『Роковая ошибка』
- 2000年、『Иван Бунин』
- 『Чёрный ход』

### 脚本
- 1973年、『Я тебя люблю』
- 1980年、『旧正月（Старый Новый год）』
- 1985年、『ワレンティンとワレンティナ（Валентин и Валентина）』
- 1987年、『Шура и Просвирняк』
- 1988年、『Новые приключения янки при дворе короля Артура』
- 1990年、『Роковая ошибка』